# RCBC Plaza
RCBC Plaza je kompleks poslovnih nebotičnikov v Makatiju na Filipinih. Je sedež Rizal Commercial Banking Corporation (RCBC). Stavba je sestavljena iz dveh stolpičev: višjega stolpa RCBC Plaza Yuchengco (stolp 1) in manjšega stolpa RCBC Plaza 2. Višji stolp je visok 192 m in je trenutno 8. najvišja celotna stavba v Makatiju in je 16. najvišja stavba na Filipinih, medtem ko je nižji stolp visok 170 m. V času dokončanja stavbe je bil kompleks kot celota po mnenju razvijalcev največji in najsodobnejši arhitekturni projekt v državi. 
V stavbi od leta 2024 deluje tudi Veleposlaništvo Republike Slovenije na Filipinih ter več drugih diplomatskih predstavništev, med drugim Avstralije, Kanade, Nemčije, Irske, Južne Afrike in Ukrajine ter delegacija Evropske unije.